# Il traditore di Roma
Il traditore di Roma è un romanzo storico di Simon Scarrow ambientato nel 56 d.C., pubblicato in Italia nel novembre del 2020 dalla casa editrice Newton Compton.
È il diciottesimo romanzo della Eagles of the Empire Series con protagonisti Macrone e Catone.

## Trama

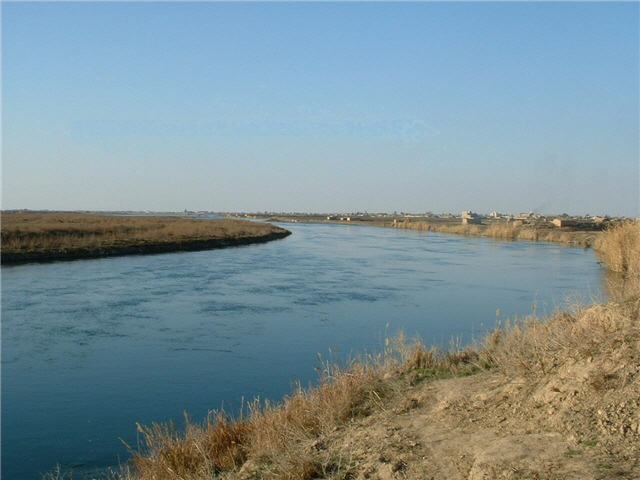
Il fiume Eufrate, presso la città siriana di Abu kamal. Catone ridiscende questo tratto di fiume per giungere a Ctesifonte

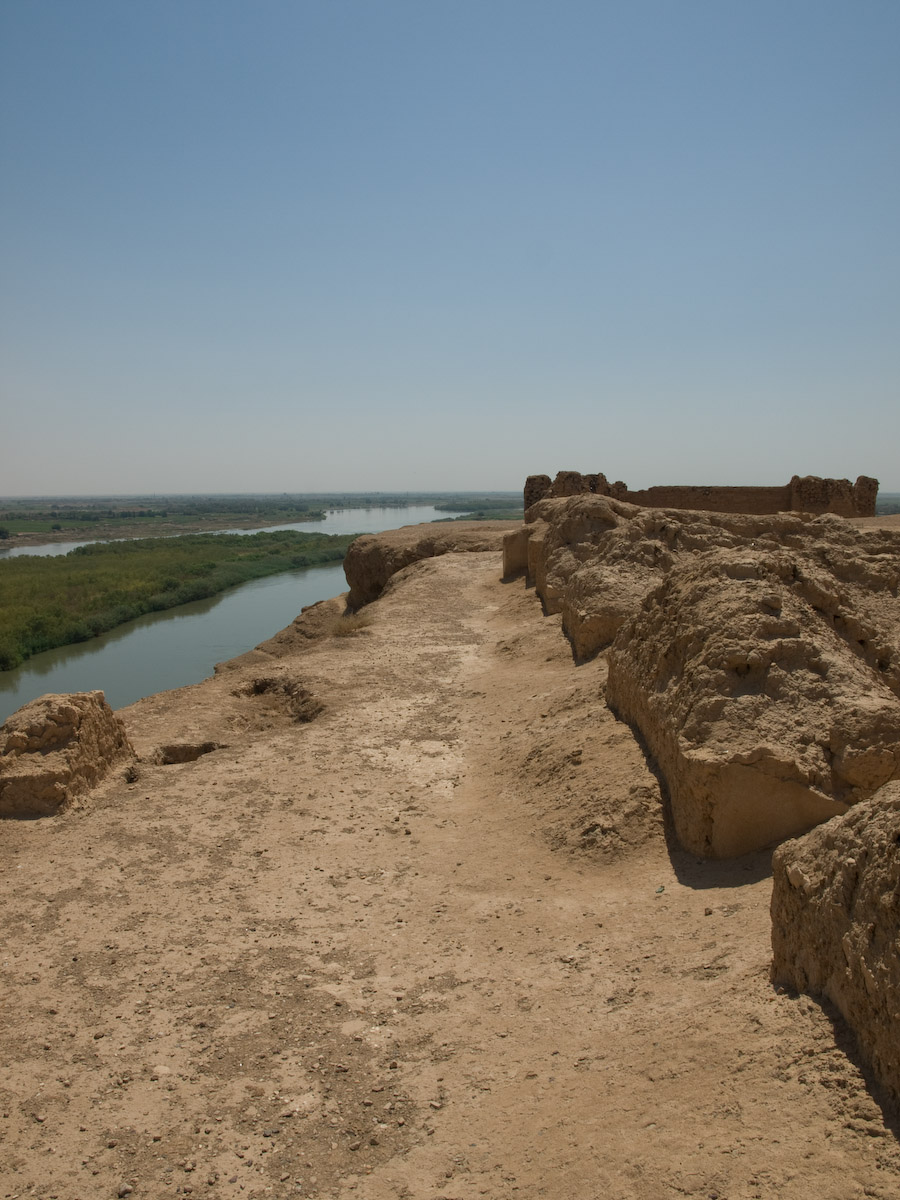
Vista dell'Eufrate dalle rovine di Dura Europos. Catone viene assalito dai pirati poco dopo aver superato la famosa città commerciale.

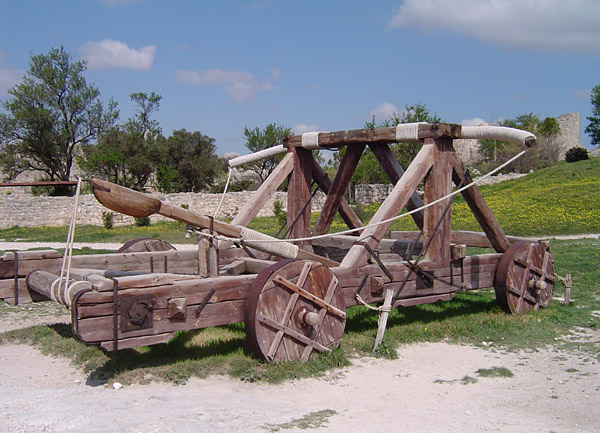
Replica di una catapulta romana. Corbulone ne fa costruire una molto più grande dello standard in uso per poter avere un raggio d'azione maggiore.

È il 56 d.C. terzo anno di regno dell'Imperatore Nerone, il tribuno Catone ed il centurione Macrone sono di stanza a Tarso, capitale della provincia di Cilicia, con il compito di rifinire l'addestramento dei pretoriani e degli ausiliari che faranno parte, l'anno successivo, del corpo di invasione che il generale Corbulone muoverà contro i parti.
Nel frattempo Macrone si sposa con Petronilla e confessa a Catone la sua volontà di congedarsi dall'esercito al termine della campagna contro i parti, per poi recarsi in Britannia per gestire con Petronilla la locanda che la madre di Macrone sta portando avanti da alcuni anni a Londinium. Proprio al termine del banchetto nuziale, di Macrone e Petronilla, Catone viene informato dal generale Corbulone che dovrà recarsi alla corte del re partico Vologase, in qualità di ambasciatore, per trattare una pace, che per i romani è intesa solamente a guadagnare tempo per ultimare l'organizzazione dell'esercito. Catone porta con sé solo dieci tra i migliori legionari che ha a disposizione, lo schiavo Flaminio come sua guardia del corpo, e come guida ed interprete il misterioso e losco Apollonio di Perga, faccendiere e spia di Corbulone, del quale Catone sin da subito comincia a non fidarsi. Volutamente Catone non porta con sé Macrone, nonostante le sue ovvie insistenze, perché vuol garantire una tutela per il figlio Lucio fino al suo ritorno.
Catone effettua una sosta presso la cittadina di Doliche dove si procura dei rifornimenti e prende informazioni sulla situazione al confine con il regno dei parti. Prosegue quindi per la città di Zeugma, che trova con la popolazione in preda all'agitazione, e con molti cittadini che stanno abbandonando la città temendo l'arrivo dei Parti. Ripreso il viaggio giunge all'avamposto di frontiera di Bactris dove chiede alloggio per qualche giorno a Clodio, il prefetto della prima coorte ausiliaria Dacica, e ritrova il quartiermastro Granicolo da cui si fa rifornire di tutte le provviste ad armi necessarie per il viaggio fino alla capitale partica Ctesifonte.
Nel frattempo Corbulone ha ricevuto notizia che il re, alleato dei romani, della città stato di Thapsis, è stato assassinato ed al suo posto è stato insediato un reggente scelto dai Parti. Decide quindi di organizzare subito una spedizione punitiva per ripristinare l'influenza romana e Macrone con i suoi pretoriani gli farà da scorta personale. Gneo Pompilio, il legato della Terza Legione Gallica rimarrà a presidiare la fortezza di Tarso occupandosi dell'addestramento dei legionari. Durante il trasferimento dell'esercito verso Thapsis, a causa del crollo di un ponte, la carovana di carri con le salmerie rimane bloccato e nell'impossibilità di raggiungere a breve il resto delle legioni.
Corbulone decide di raggiungere comunque Thapsus e a debita distanza fa costruire un accampamento fortificato. I cittadini, mediante il loro rappresentante Ordone, comunicano di non volersi arrendere visto che sono a conoscenza che l'esercito romano non è ancora fornito di armi d'assedio ed anche di viveri, la mancanza di quest'ultimi comincia a creare problemi in quanto si deve ricorrere al razionamento.
Per risolvere la situazione di stallo Corbulone nomina Macrone a comando delle salmerie e lo invia a verificare se vi è la possibilità di accelerare i tempi per farle giungere a Thapsis. Macrone giunge giusto in tempo per trovarsi coinvolto in un'imboscata che i ribelli hanno teso al prefetto Orfito facendolo allontanare con l'inganno dai carri e poi assaltando questi ultimi con l'obiettivo di incendiarli. Preso il comando della coorte, Macrone riesce abilmente a fronteggiare i ribelli, al costo però di molti carri incendiati e tutte le macchine d'assedio andate perdute. Corbulone lo promuove a Prefetto di Campo per il successo con cui è riuscito a salvare parte delle salmerie.
Intanto Catone ed i suoi accompagnatori hanno ripreso il viaggio e stanno costeggiando il fiume Eufrate dal versante partico. Dopo pochi giorni vengono assaliti da un contingente di parti e fatti prigionieri vengono portati al cospetto del principe Haghrar presso la città di Ichnae. Questi dopo aver preso visione dei documenti in possesso di Catone, attestanti la natura diplomatica della spedizione, viene autorizzato dal re dei parti Vologase a portali al suo cospetto nella capitale Ctesifonte. Viene quindi organizzata una spedizione che via fiume si dirige spedita verso la capitale, ma dopo aver superato la città commerciale di Dura Europos, in un tratto del fiume avvolto dalla foschia, la nave di Haghrar viene assalita da tre chiatte ricolme di pirati. Haghrar consegna le armi a Catone ed ai suoi pretoriani ed assieme riescono a sconfiggere i pirati, con Apollonio che riesce anche ad uccidere il loro capo.
Giunti a Tanassur la spedizione sbarca e viene presa in consegna da Ramalane, il comandante della Guardia reale, che scorta Catone ed il suo seguito, assieme ad Haghrar, a cavallo fino a Seleucia sulle rive del Tigri, e da qui alla residenza di Vologase. Il re dei parti riceve Catone dopo alcuni giorni, in questo lasso di tempo i romani, ed in particolare Catone, vengono trattati come ospiti di riguardo, ma sin da quando sono giunti al palazzo reale hanno dovuto consegnare alle guardie tutti gli oggetti personali. Quando finalmente Catone viene convocato espone, al re Vologase, le motivazioni della sua ambasciata e le richieste di pace per lasciare in particolare il regno di Armenia neutrale e senza ingerenze esterne. Vologase non prende in considerazione le proposte di Catone, e dopo avergli mostrato un flauto, che faceva parte dei beni personali di Apollonio, contenente delle piccole pergamene piene di simboli, gli spiega che una volta fatte decifrate le iscrizioni, ai suoi esperti, aveva scoperto che erano un resoconto dettagliato della conformazione geografica e delle fortificazioni dal confine con la Siria fino a Seleucia. Inoltre vi sono dei commenti sulla non fedeltà di Haghrar verso il suo re. Pertanto Vologase ordina la condanna a morte di Haghrar per tradimento e fa imprigionare Catone, Apollonio ed i pretoriani.
Dopo un mese di prigionia, Ramalane aiuta Catone ed Apollonio a scappare da Seleucia, rivelando che egli è schierato a favore di Vardane che è a capo della rivolta in Ircania. Grazie all'aiuto anche economico di Ramalane i due fuggitivi riescono a raggiungere e risalire l'Eufrate fino a Dura Europos, dove acquistano dei cavalli e rifornimenti, e poi, attraversando il Deserto siriano, giungono a Palmira. Una volta in territorio romano risalgono tutta la Siria facendo tappa a Tarso, prima di recarsi poi a Thapsis, proprio mentre Macrone e Corbulone stanno contenendo a stento il malumore dei legionari ed ausiliari a causa del razionamento del cibo. Per procurarsi dei viveri, Corbulone guida un folto gruppo di legionari, con anche Catone ed Apollonio, in una battuta di caccia in una vicina foresta. Appena il generale lascia l'accampamento Orfito si mette a capo degli ammutinati ed arresta tutti gli ufficiali e chi si mantiene fedele a loro, compreso Macrone. Gli ammutinati si preparano a tendere un'imboscata a Corbulone appena rientra dalla caccia, ma Macrone con uno stratagemma riesce a scappare dalla prigione e raggiunge Corbulone per avvisarlo dell'ammutinamento. Portatosi celermente dinanzi all'accampamento Corbulone soffoca velocemente l'ammutinamento utilizzando la leva dell'ingente quantitativo di prede al suo seguito che altrimenti minaccia di distruggere.

## Personaggi
- Macrone: Primo Centurione della Seconda coorte della Guardia Pretoriana.
- Catone: Tribuno della Seconda coorte della Guardia Pretoriana.
- Nerone: Imperatore Romano dal 54 d.C.
- Gneo Domizio Corbulone: Comandante dell'esercito della parte orientale dell'Impero.
- Apollonio di Perga: Agente del generale Corbulone, assistente di Catone, uomo scaltro ed ambiguo.
- Lucio: Figlio di Catone e della defunta Giulia.
- Licinia Petronilla: Promessa sposa di Macrone.
- Cassio: Cane randagio salvato da Catone ed ora a lui affezionato.
- Flaminio: Ex legionario, guardia del corpo di Catone.
- Ignazio: Centurione della Seconda coorte della Guardia Pretoriana.
- Nicolis: Centurione della Seconda coorte della Guardia Pretoriana.
- Placino: Centurione della Seconda coorte della Guardia Pretoriana.
- Porcino: Centurione della Seconda coorte della Guardia Pretoriana.
- Metello: Centurione della Seconda coorte della Guardia Pretoriana.
- Pantello: Optio della Seconda coorte della Guardia Pretoriana.
- Pelio: Optio della Seconda coorte della Guardia Pretoriana.
- Marcello: Optio della Seconda coorte della Guardia Pretoriana.
- Gneo Pompilio: Legato della Terza Legione
- Tortillo: Centurione al comando delle batterie d'assedio.

- Paccio Orfito: Prefetto della Quarta coorte siriana.
- Mardonio: Centurione della Quarta coorte siriana.
- Foco: Optio della Quarta coorte siriana.
- Lecino: Optio della Quarta coorte siriana.
- Spato: Decurione della coorte di cavalleria macedone.
- Pollino: Centurione della Sesta Legione.
- Pisone: Centurione della Sesta Legione.
- Martino: Optio della Sesta Legione.
- Pindaro: Legionario della Sesta Legione.
- Seleno: Legionario della Sesta Legione.
- Clodio: Prefetto della Prima coorte ausiliaria dacica.
- Granicolo: Quartiermastro del presidio di Bactris.
- Vologase: Re della Partia.
- Haghrar: Principe di Ichnae, soprannominato Il falco del deserto.
- Ramalane: Capitano della Guardia Reale.
- Ordone: Portavoce dei ribelli di Thapsis.
- Munio: Centurione a capo dei genieri.
- Boreno: Legionario della Sesta Legione.
- Vardane: Figlio del re Vologase, a capo della rivolta contro suo padre in Ircania.

## Ambientazione
| Anno    | Età Macrone | Età Catone | Ambientazione           |
| ------- | ----------- | ---------- | ----------------------- |
| 56 d.C. | 48 anni     | 31 anni    | CiliciaSiriaMesopotamia |

## Edizioni
- Simon Scarrow, Il traditore di Roma, traduzione di Andrea Russo, collana Nuova Narrativa Newton, Newton Compton, 2 novembre 2020,  p. 384, ISBN 978-88-227-4643-6.
- Simon Scarrow, Il traditore di Roma, traduzione di Andrea Russo, collana GIG 1+1, Newton Compton, 25 maggio 2021,  p. 384, ISBN 200-00-000-9261-4.
- Simon Scarrow, Il traditore di Roma, traduzione di Andrea Russo, collana Gli insuperabili Gold, Newton Compton, 3 marzo 2022,  p. 384, ISBN 978-88-227-5893-4.

## Analisi
Il traditore di Roma è il quarto romanzo che vede impegnati Macrone e Catone in Medio Oriente, ed in conflitto con i Parti, dopo L'aquila dell'impero, Il Centurione e Lunga vita all'impero.
È il decimo romanzo non ambientato in Britannia, ma nel resto dell'impero. 
È il quarto romanzo, consecutivo, in cui compare il personaggio di Licinia Petronilla, balia del figlio di Catone e sposa di Macrone. I tre romanzi precedenti in cui compare sono L'armata invincibile, La spada dell'impero e Lunga vita all'impero.
È il primo romanzo in cui compare il personaggio di Apollonio di Perga.